# Ddu-Du Ddu-Du
«Ddu-Du Ddu-Du» (en hangul, 뚜두뚜두; y estilizado en mayúsculas como DDU-DU DDU-DU) es un sencillo grabado por el grupo femenino surcoreano Blackpink para su segundo miniálbum Square Up. El sencillo fue lanzado digitalmente y vía streaming el 15 de junio de 2018 por YG Entertainment. Fue escrito y producido por Teddy Park, junto con 24, Bekuh BOOM y R.Tee.
El sencillo fue un éxito comercial en Corea del Sur, llegando a lo más alto del Gaon Digital Chart durante tres semanas consecutivas. El vídeo musical que lo acompaña se lanzó el mismo día y se convirtió en el vídeo más visto y el segundo vídeo musical más visto de todos los tiempos en 24 horas, en el momento de su lanzamiento. Desde entonces se ha convertido en el primer y más rápido vídeo musical de un grupo de k-pop en alcanzar mil millones de visitas, y actualmente es el vídeo musical más visto por un grupo de k-pop en YouTube.
La canción aparece en el cuarto episodio de la tercera temporada de la serie de Freeform llamada The Bold Type. Además, se lanzó un remix en versión future bass y hip hop de la pista como una inclusión adicional en el EP posterior del grupo, Kill This Love (2019).

## Composición
La canción se escribe principalmente en la tonalidad de mi menor mientras se usan algunas notas de la escala modo frigio a 140 pulsaciones por minuto. Utiliza las notas de escala eólica y frigia en toda la canción. El sencillo comienza con E menor para la introducción y el verso hasta que se modula con la escala sol mayor para el pre-coro.
«Ddu-Du Ddu-Du» es descrita por Billboard como una «canción de hip hop llena de carisma», la cual «está acompañada con ritmos de trap». Fue escrita y producida por Teddy y coproducida por Bekuh BOOM, 24 y R.Tee.

## Vídeo musical
El 15 de junio de 2018, «Ddu-Du Ddu-Du» fue lanzada junto con su vídeo musical a través de varias plataformas musicales, incluyendo Melon en Corea del Sur e iTunes en el mercado global.
El 18 de junio, fue lanzado el vídeo de práctica de baile para "Ddu-Du Ddu-Du", a través del canal oficial de YouTube y V Live de Blackpink.
El vídeo se convirtió en el más visto en 24 horas por un artista coreano y el segundo más visto mundialmente con 36.2 millones de visitas, superando a «Gentleman» de PSY y por detrás de «Look What You Made Me Do» de Taylor Swift. Más tarde, el vídeo musical de «Idol» de BTS ocupó el lugar de Blackpink con más de 45 millones de visitas en 24 horas. Diez días después, «Ddu-Du Ddu-Du» obtuvo 100 millones de visitas, siendo el único grupo femenino de k-pop que logró ese récord en tan poco tiempo.
En noviembre de 2018, cinco meses después del lanzamiento del vídeo, se convirtió en el vídeo musical más rápido de un grupo de k-pop en alcanzar las 500 millones de visitas, y se convirtió en el quinto video de k-pop más visto de todos los tiempos en ese momento. El 13 de enero de 2019, el vídeo se convirtió en el vídeo musical más rápido de un grupo de k-pop en alcanzar las 600 millones de visitas, y el segundo vídeo musical de un grupo de k-pop en lograr ese hito.
El 21 de enero de 2019, el vídeo se convirtió en el vídeo musical más visto por un grupo de k-pop en YouTube, con 620.9 millones de visitas. Desde su lanzamiento, el vídeo promedió 2.5 millones de visitas por día, con 1.95 millones de visitas diarias en enero de 2019. El 9 de marzo de 2019, el vídeo musical alcanzó las 700 millones de visitas, lo que lo convirtió en el primer vídeo musical de un grupo de k-pop en alcanzar dicha cifra. El 12 de mayo de 2019, el vídeo musical alcanzó las 800 millones de visitas en YouTube.
La revista Rolling Stone lo nombró el octavo mejor vídeo musical de 2018, y lo describió como «una hazaña de creatividad maximalista y loca, que incluye el mejor uso de un tanque en un vídeo musical desde 'Make' Em Say Uhh!' de Master P».
El 11 de noviembre de 2019, el vídeo musical del sencillo superó las mil millones de visitas, siendo el primer grupo de k-pop, el segundo grupo femenino y el cuarto grupo en alcanzarlo.
A septiembre de 2020, «Ddu-Du Ddu-Du» ha acumulado más de 1.300 millones de visitas y 14,9 millones de me gusta en su publicación de YouTube.

## Promoción
Blackpink promocionó durante cinco semanas consecutivas la canción en varios programas de música de Corea del Sur, incluyendo entre ellos Show! Music Core del canal MBC e Inkigayo del canal SBS.
El 12 de febrero de 2019, Blackpink hizo su debut televisivo en los Estados Unidos en el programa The Late Show with Stephen Colbert, interpretando la canción en el 55 aniversario del debut televisivo estadounidense del grupo The Beatles, realizado en el mismo recinto Ed Sullivan Theater.

## Rendimiento comercial
En su primera hora de lanzamiento, «Ddu-Du Ddu-Du» debutó en el número uno en las cinco principales listas musicales de Corea del Sur. Además, la canción fue acreditada oficialmente con un Perfect All-Kill (PAK) en la industria coreana, es decir, alcanzó el primer lugar en las seis principales listas de música de Corea del Sur de manera simultánea (Melon, Genie, FLO, VIBE, Bugs! y Soribada), tanto en tiempo real como de forma diaria, posicionándola en el primer lugar del iChart. La canción logró obtener 93 PAKs por hora, la mayor cantidad para cualquier grupo femenino coreano, y el segundo lugar entre los grupos en general, justo detrás de sus compañeros de agencia IKON, cuya canción «Love Scenario» tuvo 204 PAKs por hora. La canción encabezó el Gaon Digital Chart durante tres semanas consecutivas. También tuvo el puntaje más alto en el Gaon Chart Heat Index para una canción en una sola semana, con 81 millones en su segunda semana.
«Ddu-Du Ddu-Du» debutó en el puesto 55 en la lista Billboard Hot 100, convirtiéndose en el sencillo con el puesto más alto en dicha lista para un acto de k-pop femenino, y Blackpink se convirtió en el segundo grupo femenino de k-pop en aparecer en esta lista. Según Nielsen Music, «Ddu-Du Ddu-Du» se ubicó en la lista con 12.4 millones de transmisiones en los EE. UU. y con 7.000 descargas vendidas en la semana de seguimiento que finalizó el 21 de junio de 2018. La canción también se ubicó en el número 39 en la lista Billboard Streaming Songs Chart, convirtiendo a Blackpink en el primer acto femenino de k-pop en hacerlo y debutando en la cima de la lista del Billboard World Digital Song Sales.
En noviembre de 2018, la canción fue certificada platino por Gaon por superar las 100 millones de reproducciones. En marzo de 2019, Gaon lo certificó platino por vender más de 2,5 millones de descargas. La canción fue certificada como oro por la Recording Industry Association of America (RIAA) el 22 de agosto de 2019, por 500,000 unidades equivalentes para un sencillo; siendo la primera canción de un grupo femenino de Corea del Sur en recibir la certificación RIAA.
Hasta abril de 2020, el sencillo ha vendido 3,2 millones de copias digitales en Corea del Sur, 2,3 millones de copias digitales en China y más de 110.000 copias digitales en los Estados Unidos, lo que eleva las ventas totales a 5,61 millones de copias digitales. En conjunto, el sencillo ha vendido más de 14 millones de unidades en todo el mundo.

## Versión japonesa
El 17 de agosto, fue anunciado que la versión japonesa de la canción sería lanzada físicamente el 22 de agosto, junto con todas las canciones del miniálbum Square Up. Fue lanzado en tres formatos: CD+DVD, CD y un CD especial por cada integrante.
La canción se ubicó en el 6.º lugar del Oricon Daily Singles Chart, pero subió cuatro puestos en su sexto día con 3.725 copias vendidas. También se posicionó en séptimo lugar del Oricon Weekly Singles Chart con 24.385 copias vendidas.
La canción se ubicó en el puesto número 57 en la lista Billboard Japan Hot 100 de fin de año, y en el puesto 46 de la lista Top Streaming Songs.

## Reconocimientos

### Premios y nominaciones
| Año  | Evento                       | Premio                                      | Resultado | Ref.   |
| ---- | ---------------------------- | ------------------------------------------- | --------- | ------ |
| 2018 | Annual /r/kpop Awards        | Vídeo musical del año                       | Nominado  | [ 29 ] |
| 2018 | BreakTudo Awards             | Vídeo del año                               | Nominado  | [ 30 ] |
| 2018 | Genie Music Awards           | Canción del año                             | Nominado  | [ 31 ] |
| 2018 | Genie Music Awards           | Canción de dance (femenino)                 | Nominado  | [ 31 ] |
| 2018 | Korea Popular Music Awards   | Canción del año                             | Nominado  | [ 32 ] |
| 2018 | Korea Popular Music Awards   | Mejor baile grupal                          | Nominado  | [ 32 ] |
| 2018 | Korean Updates Awards        | Canción del año                             | Nominado  | [ 33 ] |
| 2018 | Korean Updates Awards        | Vídeo musical del año                       | Nominado  | [ 33 ] |
| 2018 | Melon Music Awards           | Mejor coreografía femenina                  | Ganador   | [ 34 ] |
| 2018 | Melon Music Awards           | Canción del año                             | Nominado  | [ 35 ] |
| 2018 | Mnet Asian Music Awards      | Canción del año                             | Nominado  | [ 36 ] |
| 2018 | Mnet Asian Music Awards      | Mejor vídeo musical                         | Nominado  | [ 36 ] |
| 2018 | Mnet Asian Music Awards      | Mejor performance de baile (grupo femenino) | Nominado  | [ 36 ] |
| 2018 | MTV Video Music Awards Japan | Mejor vídeo de baile                        | Ganador   | [ 37 ] |
| 2018 | PopCrush K-Pop Music Awards  | Canción del año                             | Nominado  | [ 38 ] |
| 2018 | PopCrush K-Pop Music Awards  | Mejor dirección de arte                     | Nominado  | [ 38 ] |
| 2019 | Gaon Chart Music Awards      | Canción del año - junio                     | Ganador   | [ 39 ] |
| 2019 | Golden Disk Awards           | Bonsang digital                             | Ganador   | [ 40 ] |
| 2019 | Golden Disk Awards           | Daesang digital                             | Nominado  | [ 41 ] |
| 2019 | Music Rank Extra Awards      | Mejor baile grupo femenino de k-pop         | Nominado  | [ 42 ] |
| 2019 | NMPA Awards                  | Songwriting Gold Award                      | Ganador   | [ 43 ] |
| 2019 | Soompi Awards                | Canción del año                             | Nominado  | [ 44 ] |
| 2019 | Soompi Awards                | Vídeo musical del año                       | Nominado  | [ 44 ] |
| 2019 | Teen Choice Awards           | Choice Group: Song                          | Ganador   | [ 45 ] |

### Premios en programas de música
| Programa                  | Fecha               | Ref.   |
| ------------------------- | ------------------- | ------ |
| Show! Music Core (MBC TV) | 23 de junio de 2018 | [ 46 ] |
| Show! Music Core (MBC TV) | 30 de junio de 2018 | [ 47 ] |
| Show! Music Core (MBC TV) | 7 de julio de 2018  | [ 48 ] |
| Show! Music Core (MBC TV) | 14 de julio de 2018 | [ 49 ] |
| Inkigayo (SBS)            | 24 de junio de 2018 | [ 50 ] |
| Inkigayo (SBS)            | 1 de julio de 2018  | [ 51 ] |
| Inkigayo (SBS)            | 8 de julio de 2018  | [ 52 ] |
| M Countdown (Mnet)        | 28 de junio de 2018 | [ 53 ] |
| M Countdown (Mnet)        | 5 de julio de 2018  | [ 54 ] |
| M Countdown (Mnet)        | 12 de julio de 2018 | [ 55 ] |
| Music Bank (KBS)          | 29 de junio de 2018 | [ 56 ] |

### Premios en tiendas de música en línea
| Premio                  | Fecha               | Ref.   |
| ----------------------- | ------------------- | ------ |
| Weekly Popularity Award | 2 de julio de 2018  | [ 57 ] |
| Weekly Popularity Award | 9 de julio de 2018  | [ 57 ] |
| Weekly Popularity Award | 16 de julio de 2018 | [ 57 ] |

### Listados de fin de año
| Publicación        | Lista                                                                    | Ranking  | Ref.   |
| ------------------ | ------------------------------------------------------------------------ | -------- | ------ |
| COPE               | 10 canciones fundamentales del pop coreano                               | Incluida | [ 58 ] |
| Forbes             | Vídeos de K-Pop más vistos del 2018                                      | 1.º      | [ 59 ] |
| Hypable            | 10 canciones de k-pop del 2018 para agregar a tus playlist de fin de año | 2.º      | [ 60 ] |
| i-D                | Todo lo que sucedió en el k-pop el 2018                                  | Incluida | [ 61 ] |
| Idolator           | Los 30 mejores vídeos musicales del 2018 (hasta ahora)                   | 30.º     | [ 62 ] |
| KultScene          | Las 50 mejores canciones de k-pop del 2018                               | 32.º     | [ 63 ] |
| Paper              | Top 20 mejores canciones k-pop del 2018                                  | 13.º     | [ 64 ] |
| Rolling Stone      | 10 mejores vídeos musicales del 2018                                     | 8.º      | [ 14 ] |
| Spotify            | Top K-Pop Tracks of 2021                                                 | Incluida | [ 65 ] |
| The New York Times | Las 65 mejores canciones del 2018                                        | 31.º     | [ 66 ] |
| Verge Magazine     | Las 10 mejores canciones de Blackpink                                    | 3.º      | [ 67 ] |
| YouTube Rewind     | Top 10 vídeos musicales más populares en Corea del 2018                  | 2.º      | [ 68 ] |

### Listados de fin de década
| Publicación   | Lista                                                                       | Ranking  | Ref.   |
| ------------- | --------------------------------------------------------------------------- | -------- | ------ |
| British GQ    | Mejores canciones de K-pop de la década                                     | Incluida | [ 69 ] |
| KpopStarz     | 23 3rd Generation K-Pop Songs are Considered 'National Hits' in South Korea | Incluida | [ 70 ] |
| Marie Claire  | 35 Essential K-Pop Songs Every Fan Should Know                              | Incluida | [ 71 ] |
| Melon         | Top 100 Songs Of Past Decade (2010–2019)                                    | 38.º     | [ 72 ] |
| Melon         | Top 100 K-Pop Songs Of All Time                                             | 13.º     | [ 73 ] |
| Rolling Stone | The 100 Greatest Songs in the History of Korean Pop Music                   | 6.º      | [ 74 ] |
| Tonplein      | Top 50 K-Pop songs from 2015-2019                                           | 17.º     | [ 75 ] |

## Posicionamiento en listas
| Lista (2018)                                   | Mejor posición |
| ---------------------------------------------- | -------------- |
| Canadá (Canadian Hot 100)                      | 22             |
| China (QQ Music)                               | 2              |
| Corea del Sur (Hot 100)                        | 1              |
| Corea del Sur (Gaon Digital Chart)             | 1              |
| Corea del Sur (Gaon Download Chart)            | 1              |
| Escocia (Scottish Singles Sales Chart)         | 32             |
| Estados Unidos (Billboard Hot 100)             | 55             |
| Estados Unidos (Billboard World Digital Songs) | 1              |
| Francia (SNEP)                                 | 95             |
| Japón (Japan Hot 100)                          | 7              |
| Malasia (RIM)                                  | 1              |
| Nueva Zelanda (RMNZ)                           | 2              |
| Reino Unido (UK Singles Chart)                 | 78             |
| Rusia (Tophit)                                 | 43             |
| Singapur (RIAS)                                | 1              |

| Lista (2018)                  | Mejor posición |
| ----------------------------- | -------------- |
| Corea del Sur (Japan Hot 100) | 57             |
| Japón (Gaon Digital Chart)    | 5              |
| Lista (2019)                  | Mejor posición |
| Corea del Sur (Japan Hot 100) | 92             |

## Certificaciones
| País                                                | Organismo certificador | Certificación | Ventas certificadas | Ref.    |
| Ventas                                              | Ventas                 | Ventas        | Ventas              | Ventas  |
| --------------------------------------------------- | ---------------------- | ------------- | ------------------- | ------- |
| Australia                                           | ARIA                   | Platino       | 70 000*             | [ 94 ]  |
| Corea del Sur                                       | KMCA                   | Platino       | 2 500 000*          | [ 95 ]  |
| Estados Unidos                                      | RIAA                   | Oro           | 500 000*            | [ 96 ]  |
| Polonia                                             | ZPAV                   | Oro           | 250 000*            | [ 97 ]  |
| Reino Unido                                         | BPI                    | Plata         | 200 000*            | [ 98 ]  |
| Streaming                                           |                        |               |                     |         |
| Corea del Sur                                       | KMCA                   | Platino x2    | 200 000 000*        | [ 99 ]  |
| Francia                                             | SNEP                   | Oro           | 15 000 000*         | [ 100 ] |
| Japón                                               | RIAJ                   | Platino       | 100 000 000*        | [ 101 ] |
| * Cifras de ventas basadas solo en certificaciones. |                        |               |                     |         |

## Historial de lanzamiento
| País          | Fecha               | Formato                    | Sello            | Ref.    |
| ------------- | ------------------- | -------------------------- | ---------------- | ------- |
| Varios        | 15 de junio de 2018 | Descarga digital streaming | YG Entertainment | [ 102 ] |
| Corea del Sur | 20 de junio de 2018 | CD                         | YG Entertainment | [ 102 ] |